# Frambodtjärnarna
Frambodtjärnarna är en sjö i Sundsvalls kommun i Medelpad och ingår i Ljungans huvudavrinningsområde.